# Łukasz Teodorczyk
Łukasz Teodorczyk (Żuromin, 3 de junho de 1991) é um ex-futebolista profissional polaco que atuava como atacante.

## Carreira
Łukasz Teodorczyk começou a carreira no Wkra Żuromin.